# Tanacetum virgatum
Tanacetum virgatum là một loài thực vật có hoa trong họ Cúc. Loài này được Loisel. miêu tả khoa học đầu tiên.